# هيمو فيفنبرغر
هيمو فيفنبرغر (بالألمانية: Heimo Pfeifenberger)‏ (مواليد 29 ديسمبر 1966) هو لاعب كرة قدم. يلعب مع منتخب النمسا لكرة القدم. سبق له أن لعب في كأس العالم لكرة القدم مع منتخب بلاده.

## روابط خارجية
- هيمو فيفنبرغر على موقع الاتحاد الدولي (مؤرشف)  (الإنجليزية)
- هيمو فيفنبرغر على موقع الاتحاد الأوربي (الإنجليزية)
- هيمو فيفنبرغر على موقع قاعدة بيانات كرة القدم.إي يو (الإنجليزية)
- هيمو فيفنبرغر على موقع ليكيب (الفرنسية)
- هيمو فيفنبرغر على موقع ناشيونال فوتبول تيمز (الإنجليزية)
- هيمو فيفنبرغر على موقع عالم كرة القدم.نت (الإنجليزية)